# Dunhammaregylet
Dunhammaregylet är en sjö i Karlshamns kommun i Blekinge och ingår i Mieåns huvudavrinningsområde. Sjön är 15 meter djup, har en yta på 0,0355 kvadratkilometer och är belägen 100 meter över havet.